# La vie portera ses fruits
Production
Diffusion
La vie portera ses fruits (hangeul : 폭싹 속았수다 ; RR : pogssag sog-asssuda ; MR : pokssak sog-atsuda ; litt. « J'étais complètement dupe » ou « J'ai été trompé ») est une mini-série télévisée sud-coréenne en seize épisodes, créée par Lim Sang-choon et diffusée en intégralité le 7 mars 2025 sur la plate-forme Netflix.
Le titre original signifie « Merci pour votre travail acharné », en dialecte de Jeju,.
Étant donné que son histoire dépeint la vie du jeune couple, dans les années 1960, sur l'île de Jeju, divisée en quatre saisons : le printemps, l'été, l'automne et l'hiver, la série diffuse en quatre épisodes par semaine.

## Synopsis
Les quatre saisons d'Ae-sun et de Gwan-sik, nés sur l'île de Jeju dans les années 1950.

## Distribution

### Acteurs principaux
- Lee Ji-eun (VF : Célia Asensio) : Oh Ae-soon[9] / Yang Geum-myeong, fille d'Ae-soon
  - Kim Tae-yeon (VF : Lévanah Solomon) : Ae-soon, enfant
  - Moon So-ri (VF : Marie-Ève Dufresne) : Ae-soon, âgée[6]
- Park Bo-gum (VF : Maxime Baudouin) : Yang Gwan-sik[9]
  - Lee Cheon-mu (VF : Cécile Gatto) : Gwan-sik, enfant
  - Moon Woo-jin : Gwan-sik, adolescent
  - Park Hae-joon (en) (VF : Pierre Tessier) : Gwan-sik, âgé[6]

### Acteurs secondaires

#### Famille Oh
- Yeom Hye-ran[10] (VF : Pascale Chemin) : Jeon Gwang-rye, mère d'Ae-soon
- Na Moon-hee (en)[7] (VF : Claudine Grémy) : Kim Choon-ok, grand-mère d'Ae-soon
- Jung Hae-kyun (en) (VF : Julien Chatelet) : Oh Han-moo, oncle d'Ae-soon, frère cadet de Jong-goo et ex-mari de Gwang-rye
- Choi Hye-seo : Yeom Soon-nam, enfant, demi-sœur d'Ae-soon
- Choi Ji-Hyeok : Yeom Soon-bong, enfant, demi-frère d'Ae-soon

#### Famille Yang
- Kim Yong-rim (en)[7] (VF : Julien Chatelet) : Park Mak-cheon, grand-mère de Gwan-sik et chaman du village
- Oh Min-ae (en) (VF : Nayéli Forest) : Kwon Gye-ok, mère de Gwan-sik
- Yoo Byung-hoon : Yang Sam-bo, père de Gwan-sik
- Seo Hye-won (en) : Yang Gyeong-ok, sœur cadette de Gwan-sik

#### Leshaenyeo
- Cha Mi-kyung (en) (VF : Isabelle Desplantes) : Cheong-soo
- Lee Soo-mi (en)[11] (VF : Juliette Poissonnier) : Choi Yang-im
- Baek Ji-won (en)[12] (VF : Valérie Decobert) : Hong Gyeong-ja

#### Les enfants d'Ae-soon et Gwan-sik
- Lee Ji-eun (VF : Célia Asensio) : Yang Geum-myeong, fille aînée d'Ae-soon
  - Lee A-Ra : Geum-myeong, jeune
  - Ahn Tae-Rin : Geum-myeong, enfant
- Kang Yoo-seok : Yang Eun-myeong, fils cadet d'Ae-soon et Gwan-sik
  - Lee Chae-hyun : Eun-myeong, enfant
- Shin Sae-byeok : Yang Dong-myeong, fils benjamin d'Ae-soon et Gwan-sik

#### Famille Boo
- Choi Dae-hoon (en)[13] (VF : Vincent Ropion) : Boo Sang-gil, capitaine marin et chef adjoint de Dodong-ri
- Jang Hye-jin : Park Yeong-ran, épouse de Sang-gil
  - Chae Seo-an : Yeong-ran, jeune
- Lee Soo-kyung (en)[14] : Boo Hyeon-seok, fille de Sang-gil et Yeong-ran
  - Choi Ha-yoon : Hyeon-seok, jeune
- Moon Yoo-kang : Boo Oh-seong, fils aîné de Sang-gil et beau-fils de Park Yeong-ran

### Autres
- Lee Jun-young (en)[15] : Young-beom, petit ami de Geum-myeong
- Kang Myung-joo : Boo Yeong, mère de Yeong-beom
- Jeong Yi-seo[16]
- Kang Jung-woo (ko)
- Hwang Jae-yeol (ko) : le professeur principal d'Ae-soon

### Apparitions exceptionnelles
- Oh Jung-se[17] (VF : Stéphane Fourreau) : Yeom Byeong-cheol, beau-père d'Ae-soon
- Uhm Ji-won (VF : Marie Diot) : Na Min-ok, deuxième épouse de Yeom Byeong-cheol
- Kim Seon-ho[18] (VF : Anatole de Bodinat) : Park Cheong-seop, époux de Gum-myeong

 Source et légende : version française (VF) sur RS Doublage et cartons du doublage français.

## Production

### Développement
Fin août 2022, une nouvelle série est annoncée. D'abord intitulée Life (인생 ; litt. « vie »), puis When Life Gives You Tangerines (폭싹 속았수다 ; litt. « Merci pour votre travail acharné », en dialecte de Jeju),, elle est écrite par Lim Sang-choon — connue pour le scénario de When the Camellia Blooms (동백꽃 필 무렵, 2019), réalisée par Kim Won-seok et produite par les sociétés de Pan Entertainment et de Baram Pictures. Fin décembre, Ryoo Seong-hie se joint à ce projet, en tant que cheffe décors, après Little Women (작은 아씨들, 2022) et Mask Girl (마스크걸, 2023).
Le 7 mars 2023, les acteurs se réunissent pour la lecture du scénario.
Le 4 avril 2023, Pan Entertainment annonce avoir signé un contrat fournisseur avec Netflix pour une durée valable jusqu'au 31 octobre 2025. Le budget total s'élève à 60 milliards de won. 
Fin janvier 2024, Netflix annonce que la série sera diffusée sous le titre anglophone When Life Gives You Tangerines et celui francophone La vie portera ses fruits sur sa plateforme. Mi-décembre, le réalisateur, Kim Won-seok, annonce être encore en post-production.
Fin janvier 2025, la date de diffusion est annoncée le 7 mars 2025, en même temps que l'affiche et la bande annonce. Le 5 mars suivant, lors de la conférence de presse, à Séoul, le réalisateur, Kim Won-seok, explique pourquoi avoir diffusé seize épisodes sur une période de quatre semaines : « Seize épisodes, c'était un peu long pour un visionnage intensif de nos jours. De plus, de nos jours, les téléspectateurs ont tendance à passer rapidement aux autres choses. Si vous le regardez de cette façon, c’est un drama dont vous ne pouvez pas vraiment ressentir l’essence. Si vous regardez très attentivement ce qu'il se passe devant vous, cela devient de plus en plus amusant dans la mesure où vous remonterez dans le temps. Vous pouvez d'abord regarder derrière, mais il semble que vous puissiez le regarder comme si vous mangiez des kakis séchés. J’ai essayé de le faire dans ce sens parce que cela divise la vie en quatre saisons. ».

### Attribution des rôles
|  |

Fin août 2022, Lee Ji-eun et Park Bo-gum se joignent à la production et, fin janvier 2023, confirment leur engagement pour les rôles principaux : Ae-soon, une rebelle désespérée, et Gwan-sik, un homme aux bras de fer. Trois jours après, Park Hae-joo et Moon So-ri sont engagés pour incarner Ae-soon et Gwan-sik, âgés. Fin février, Choi Dae-hoon est choisi pour un rôle principal. Début mars, Na Moon-hee et Kim Yong-rim sont annoncés, puis Lee Jun-young les rejoint quatre jours plus tard.

« Gwan-sik requiert des compétences d'acteur, mais, ce qui était le plus important, c'était l'acteur lui-même, il devait être une bonne personne. J'ai pensé que la gentillesse que dégagent les deux acteurs devait être liée. Parmi les acteurs avec qui j'ai travaillé, le plus gentil est Park Hae-joon. Même une blague froide est pardonnée parce qu'elle est gentille. J'ai entendu, dans les folles rumeurs, que Park Bo-gum est une belle personne. J'ai pensé que si Park Bo-gum montrait un côté de lui-même qu'il n'avait pas montré auparavant lorsqu'il jouait ce rôle, il deviendrait un puissant Gwan-sik. C’est pour cela que j’ai fini par lui donner le rôle. »

— Kim Won-seok, en parlant du choix de Park Hae-joo et Park Bo-gum.
En plein tournage, mi-mai 2023, Lee Soo-kyung confirme sa présence. Fin juin, Baek Ji-won est annoncée rejoindre l'équipe. Fin juillet, Oh Jung-se fait partie de la distribution et Kim Seon-ho s'est vu offrir pour une apparition exceptionnelle. Fin août, Jeong Yi-seo s'y joint, de même que Lee Soo-mi et Yeom Hye-ran en septembre.

### Tournage

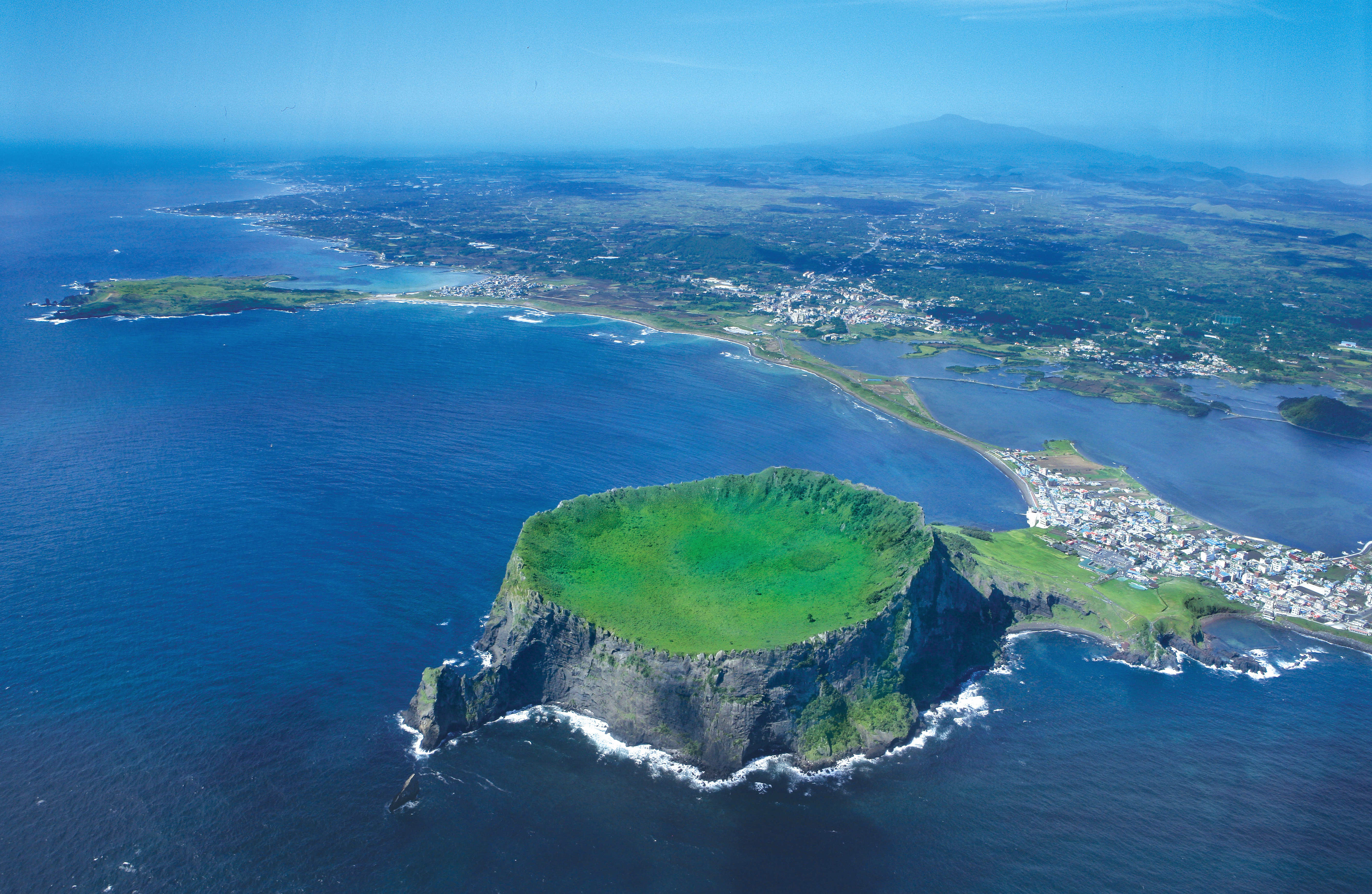
Le Seongsan Ilchulbong.

Le tournage débute en mars 2023, en grande partie, sur l'île de Jeju, notamment à Seogwipo pour le cône volcanique du Seongsan Ilchulbong, à Gujwa (en) pour la plage de Gimnyeong (ko), d'où les haenyo  récoltent des ormeaux, et à Ora-dong (ko) pour le champ de fleurs de sarrasin, symbole d'amour et de fidélité,, ainsi que la ville Jeju pour servir du premier bureau du gouvernement (ko).

« L'île était un espace important pour l'univers du personnage principal, Ae-soon, et je pense que Lim Sang-choon avait pensé que le décor de Jeju pouvait bien montrer la douleur. Les rochers rugueux de Jeju, les vents forts et l'existence des haenyo  sont quelques-uns des éléments importants de notre drama. »

— Kim Won-seok
Il a également lieu dans la province de Jeolla du Nord, dont la ville Gwangju pour le cinéma historique (en) dans le quartier Dong, l'hôpital des vétérans (ko) et l'université nationale du Chonnam pour servir décor de l'université de Geum-myeong à Séoul, ainsi que la gare routière de Beolgyo (ko) à Boseong, le village portuaire de Janghwan (ko), la maison de jeunesse à Yeosu et l'immense site du Festival du champ d'orge vert (고창 청보리밭축제) dans le district de Gochang.

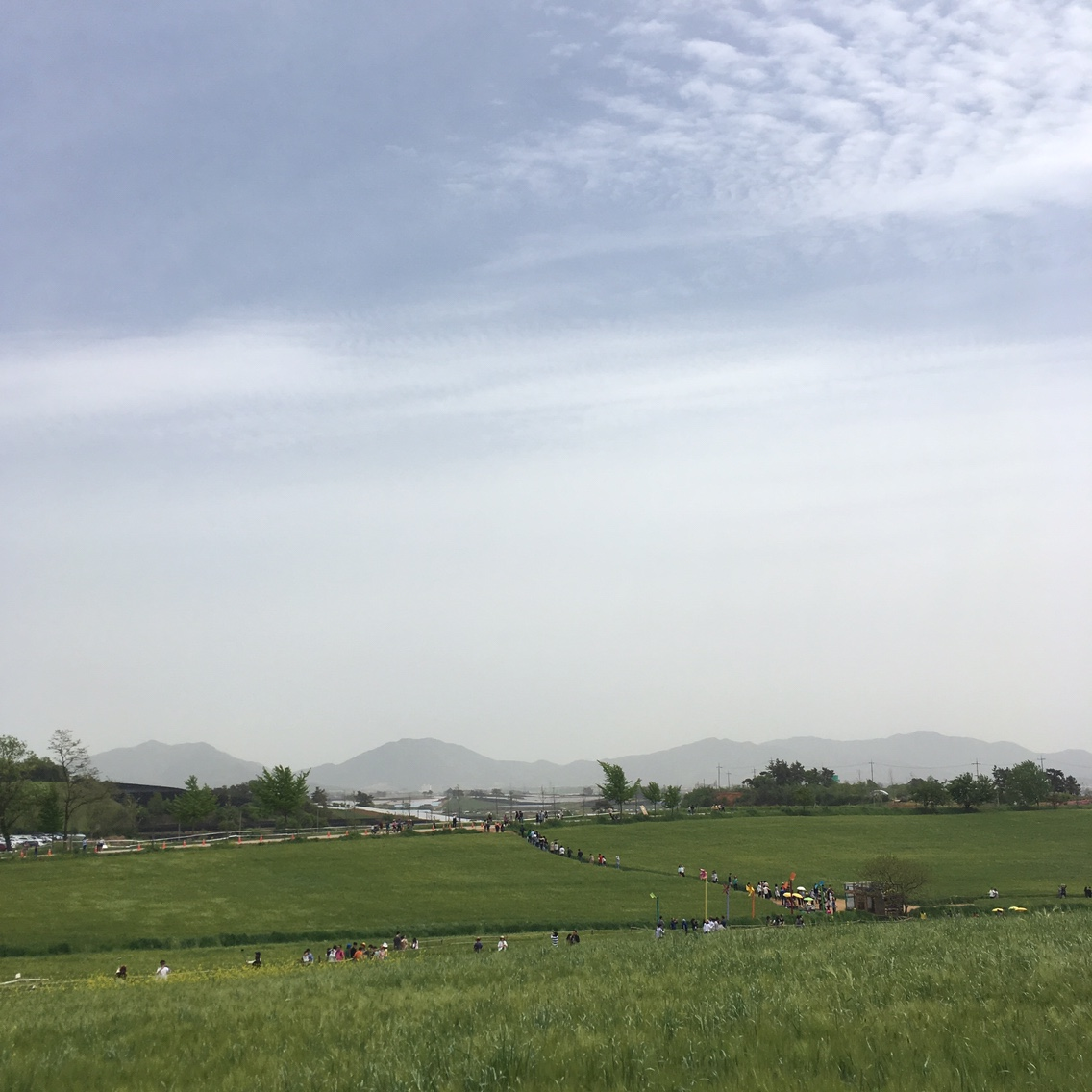
Le champ d'orge verte de Gochang.
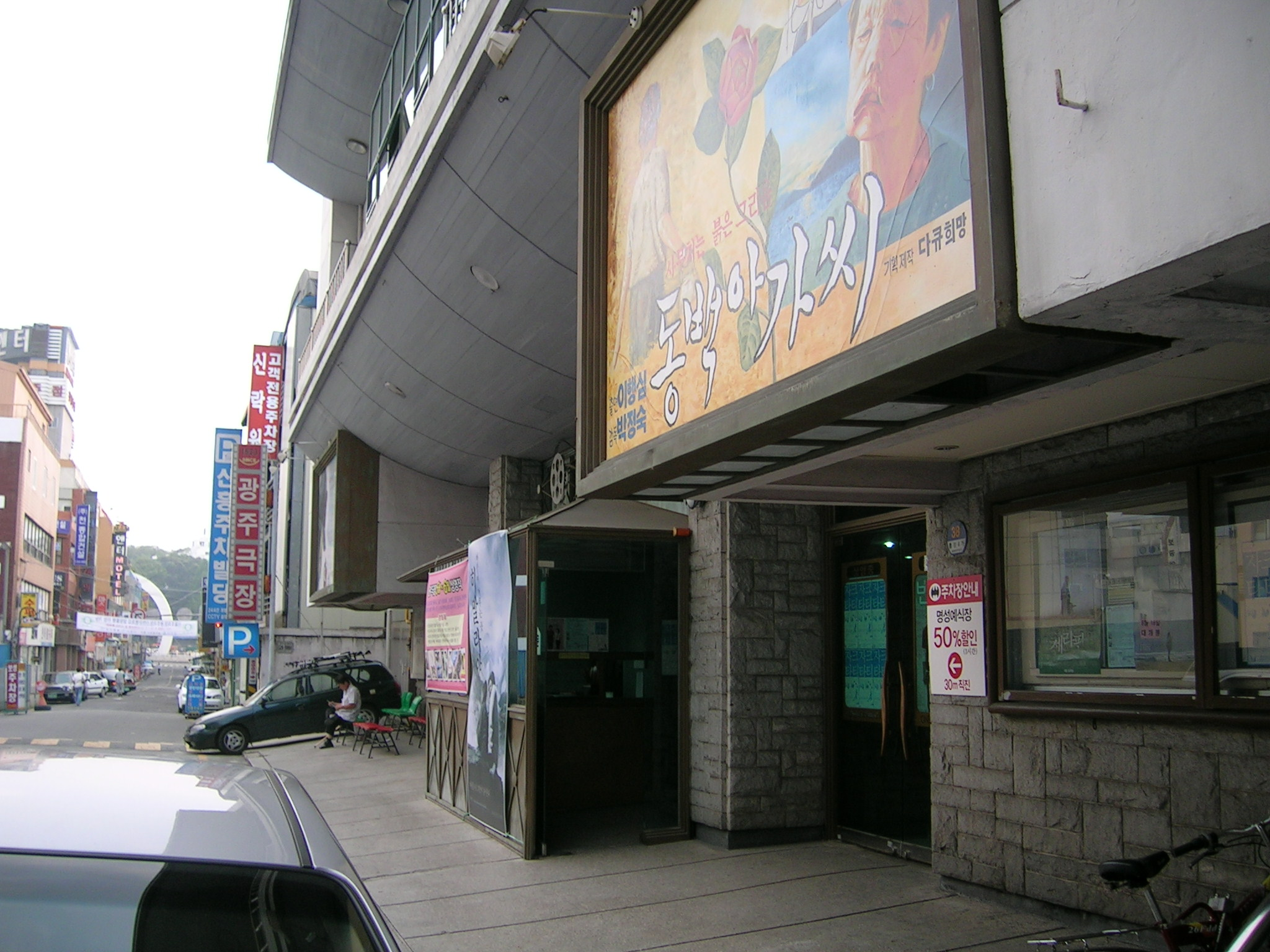
Le cinéma  de Gwangju (en).
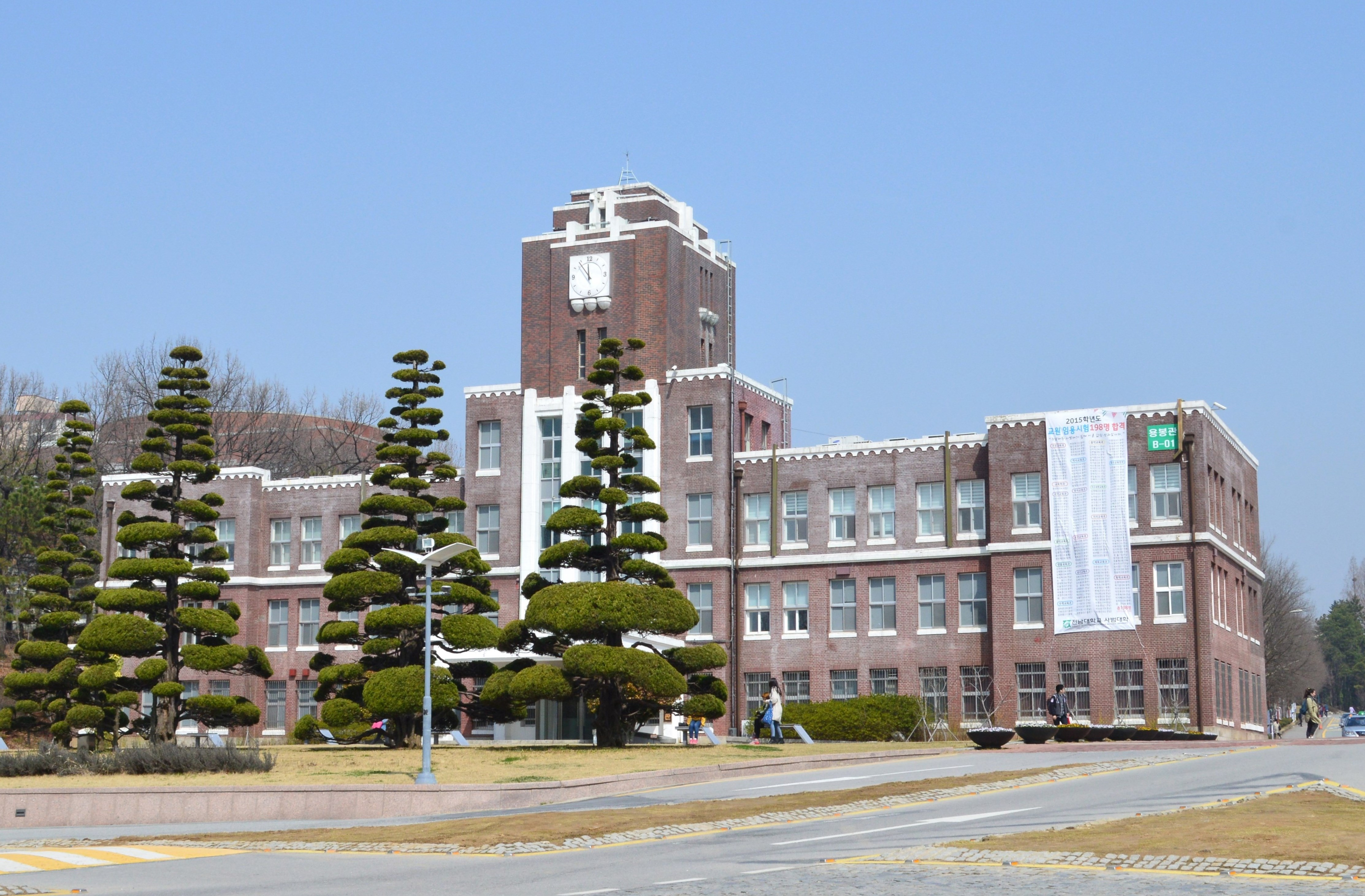
L'université nationale du Chonnam.
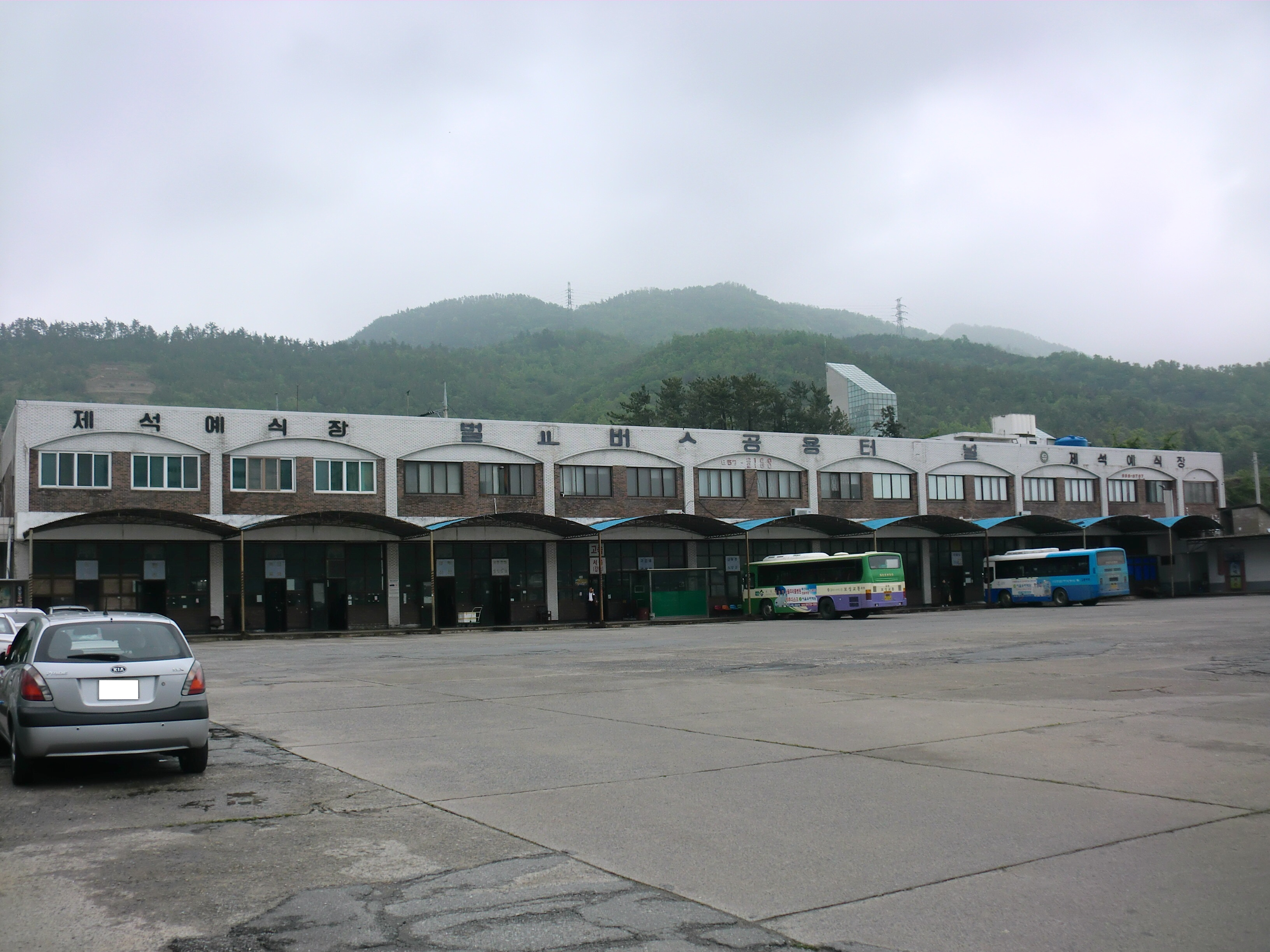
La gare routière de Beolgyo.

Dans la province de Gyeongsang du Nord, dont la ville Andong pour la commune rurale de Pungcheon (ko), où il a été filmé plus que trente fois, puis, non loin de cette capitale, une immense étendue est servie pour construire un village de pêcheurs fictif appelé Dodong-ri, comprenant environ 80 maisons, un mur en pierre de basalte, un port et quatre bateaux de pêche, ainsi que Daegu pour la cathédrale Notre-Dame-de-Lourdes et le district de Cheongdo pour le temple bouddhiste Unmun-sa (en).

La cathédrale Notre-Dame-de-Lourdes de Daegu
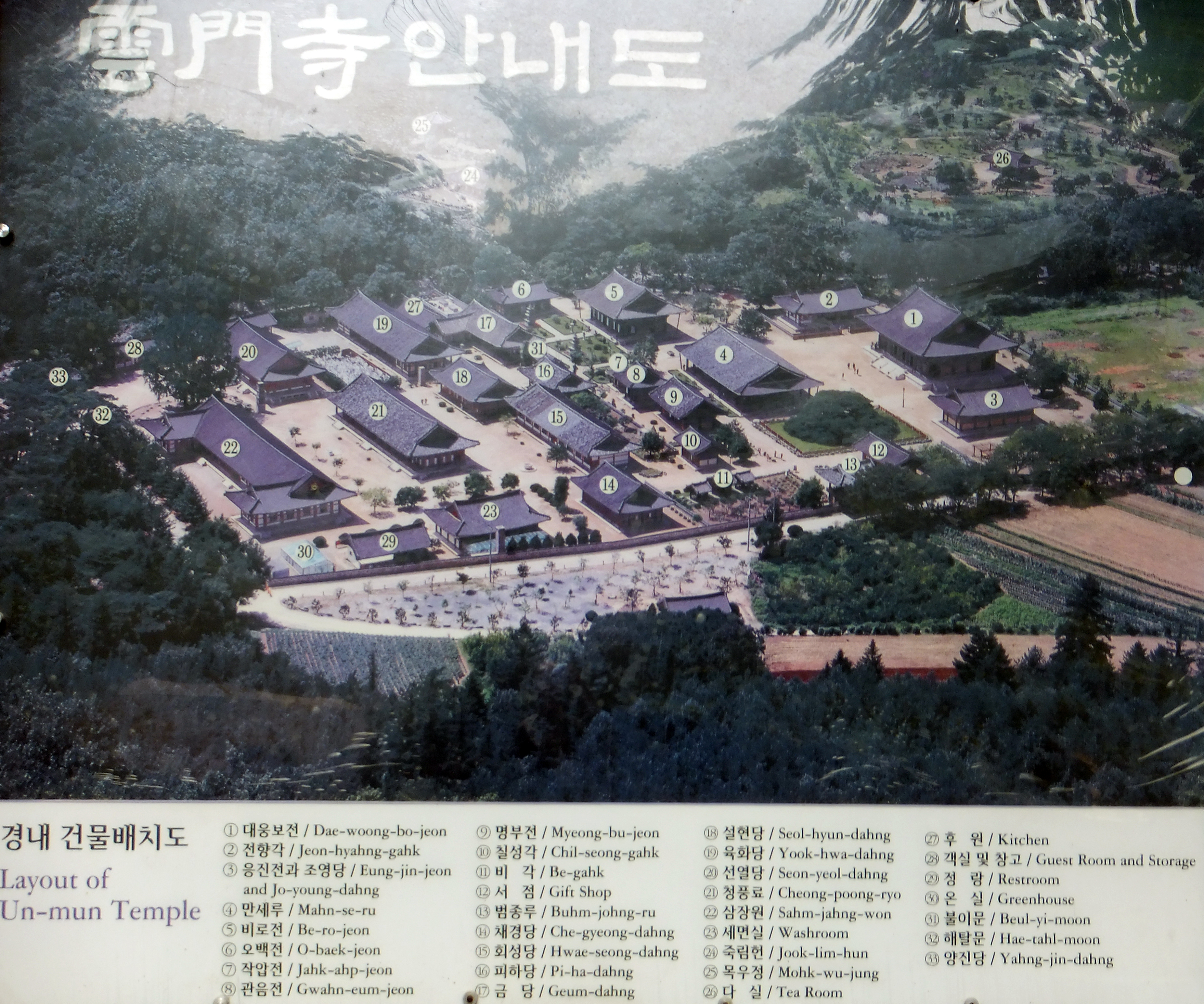
Le temple Unmun-sa (en)

### Musique
La musique est composée par Park Seong-il, ayant déjà travaillé avec le réalisateur pour les séries Misaeng (2014), Signal (2016) et My Mister (2018).

#### Bande originale
- Première partie[37]
  - 밤 산책 (litt. « Promenade nocturne »), interprétée par d.ear
  - 청춘가 (litt. « Ode au vert printanier »), interprétée par Choo Da-hye
  - 너영나영 (litt. « Neoyeong Nayeong » ou « Tu es si jolie »), interprétée par Ahn Eun-kyeong et Shim Eun-yong
  - 이름 (litt. « Nom »), interprétée par Kwak Jin-eon (en)

- Deuxième partie[38]
  - 활활 (litt. « Féroce »), interprétée par Hwang So-yoon (ko)
  - 희망의 나라로 (litt. « Au pays de l'espoir »), interprétée par Choi Baek-ho (ko)

- Troisième partie[39]
  - 밤 산책 (litt. « Promenade nocturne »), interprétée par IU
  - 내사랑 내곁에 (litt. « Mon amour à mes côtés »), interprétée par Hong Isaac (en)

### Fiche technique
Sauf indication contraire ou complémentaire, les informations mentionnées dans cette section proviennent du générique de fin de l'œuvre audiovisuelle présentée ici.
- Titre original : 폭싹 속았수다
- Titre provisoire : Life (인생)[6]
- Titre anglophone : When Life Gives You Tangerines
- Titre français : La vie portera ses fruits
- Création et scénario : Lim Sang-choon
- Réalisation : Kim Won-seok (en)
- Musique : Park Seong-il[1]
- Décors : Choi Ji-hye et Ryoo Seong-hie[21]
- Costumes : n/a
- Photographie : Choi Yoon-man et Kim Dong-soo
- Son : Oh Seung-hoon
- Montage : Kim Jin-oh
- Production : Park Sang-hyeon
  - Production exécutive : Hong Son-hwan et Jeon Son-jeong
  - Coproduction : Park Ho-sik
- Société de production : Baram Pictures et Pan Entertainment
- Société de distribution : Netflix
- Budget : 60 milliards ₩[2]
- Pays de production :  Corée du Sud
- Langue originale : coréen
- Format : couleur
- Genre : drame, historique, romantique
- Nombre de saisons : 1
- Nombre d'épisodes : 16
- Durée : 49 à 85 minutes
- Date de sortie : 7 mars 2025 (Netflix)
- Classification :
  - France : recommandé pour les 13 ans et plus[3]

## Épisodes
La série compose seize épisodes, dont la diffusion est divisée en quatre parties pendant quatre semaines, du vendredi 7 mars au vendredi 28 mars 2025.
- Première partie : Printemps (diffusée le 7 mars 2025).

1. La Fugacité du printemps (호로록 봄, litt. « Printemps »)
2. L'Audace du premier amour (요망진 첫사랑, litt. « Un premier amour désespéré »)
3. Ton printemps était hier (예스터데이. "그들의 봄은...", litt. « Hier. "Leur printemps..." »)
4. Le soleil écrasant de l'été (꽈랑꽈랑 여름, litt. « L'été est si bruyant »)

- Deuxième partie : Été (diffusée le 14 mars 2025).

1. La Pêche miraculeuse d'une nuit d'été (한여름 밤의 만선, litt. « Une nuit d'été à pleine voile »)
2. La vie continue (살민 살아진다, litt. « Salmin prend vie »)
3. Les Fruits de l'automne (자락자락 가을, litt. « L'automne dans le déclin »)
4. La lune croît et décroît, mais le cœur refuse de vieillir (변하느니 달이요, 마음이야 늙겠는가, litt. « La lune change et le cœur vieillit »)

- Troisième partie : Automne (diffusée le 21 mars 2025).

1. Le vent fait pfiou pfiou pfiou, mon cœur fait ouin ouin ouin (바람은 왱왱왱 마음은 잉잉잉, litt. « le vent fait whoosh whoosh whoosh, mon cœur fait ying ying ying »)
2. Le Vent dans mon cœur, le cœur de mon amour (품 안의 바람 품 안의 사랑, litt. « le vent dans mes bras, l'amour dans mes bras »)
3. Mon amour à mes côtés (내 사랑 내 곁에, litt. « mon amour à mes côtés »)
4. Un hiver étincelant (펠롱펠롱 겨울, litt. « felon felon hiver »)

- Quatrième partie : Hiver (diffusée le 28 mars 2025).

1. Ma fille chérie (그추룩 짝사랑, litt. « Cet amour non partagé »)
2. Déploie tes ailes (훨훨 날라, 훨훨 날아 보켜, litt. « Vole haut, vole haut, vole haut »)
3. Un printemps éternel (만날, 봄, litt. « Rencontre, printemps »)
4. Vos vies ont emporté des fruits (폭싹 속았수다, litt. « J'ai été complètement dupé »)

## Accueil

### Audiences
Le 8 mars 2025, La vie portera ses fruits, selon le site FlixPatrol, se classe huitième au Top 10 TV Shows on Netflix dans 41 pays, puis, le lendemain, à la première place dans quatre pays, dont la Corée du Sud, Hong Kong, l’Indonésie et Singapour.
Sur le site Allociné, elle obtient 3.3⁄5, avec 8 notes, dont 2 critiques positives.

### Accueil critique
Jeong Deok-hyeon, critique de la culture populaire, souligne que « Rien qu’à la lecture des dialogues, le parfum d’un chef-d’œuvre émane déjà » et ajoute qu'après les séries Fight for My Way (2017) et When the Camellia Blooms (2019), « La vie portera ses fruits est une œuvre dans laquelle le regard chaleureux de la scénariste, Lim Sang-choon, devient plus profonde et plus intense ».

## Distinctions

### Récompenses
- Baeksang Arts Awards 2025[43],[44] :
  - Meilleur drama
  - Meilleur acteur dans un second rôle, Choi Dae-hoon
  - Meilleure actrice dans un second rôle, Yeom Hye-ran

### Nominations
- Baeksang Arts Awards 2025[45] :
  - Meilleur réalisateur, Kim Won-seok
  - Meilleur acteur, Park Bo-gum
  - Meilleure actrice, Lee Ji-eun / IU
  - Meilleur espoir féminin pour Kim Tae-yeon
  - Meilleur scénariste, Lim Sang-choon